# San Martín de Rubiales
San Martín de Rubiales es un municipio y localidad española de la provincia de Burgos, en la comunidad autónoma de Castilla y León, comarca de la Ribera del Duero, partido judicial de Aranda.

## Geografía
Situado a 8 km de Roa, 30 km de Aranda de Duero y 15 km de Peñafiel (ya en la provincia de Valladolid). Bañado por las aguas del Duero, el río despide su caminar por tierras burgalesas antes de su entrada en Valladolid, situado dentro de la comarca de la Ribera del Duero.
El término municipal confina al N con el municipio de Mambrilla de Castrejón, al E con La Cueva de Roa y Nava de Roa, al S con Castrillo de Duero, y al O con Bocos de Duero y Valdearcos de la Vega.
Se encuentra ubicada dentro de la ruta GR14 en su etapa n.º 11 .
Antiguamente el municipio poseía una estación de ferrocarril propia perteneciente a la línea Valladolid-Ariza, que estuvo en servicio entre 1895 y 1994. Las instalaciones ferroviarias servían tanto de parada a los viajeros con destino a otros pueblos colindantes que carecían de estación como también para el movimiento de mercancías.

## Historia
- En el 1007, se libró una batalla en Socastillo, un monte situado al margen del pueblo, entre los nativos y las tropas del hijo de Almanzor (Abd al-Malik al-Muzaffar). La batalla sucedió en el monte, donde se situaba un castillo, que por su situación estratégica para el dominio del paso del Duero por el puente de la localidad, era un obstáculo que mermaba las posiciones de fuerza en el entorno. Finalmente, los musulmanes comandados por el propio hijo de Almanzor, y en el mes de noviembre (mes extraño para los musulmanes para emprender campañas, dadas las inclemencias del tiempo en ese mes) masacraron a los habitantes del pueblo y destruyeron el castillo.

- Siendo en 1200 rey de Castilla Alfonso VIII apodado "de Borgoña", o "El de Las Navas", o "El Noble" y también "El Bueno", se levantó un hospital cercano al puente de Rubiales, pueblo este desaparecido (San Martín de Rubiales se fundó al fusionarse tres asentamientos muy próximos entre sí, Rubiales, Quintanilla y San Martín) y el actual de San Martín de Rubiales. Dicho hospital servía de socorro a los viadantes que circulaban por los senderos rurales y que desembocaban en el Camino de Santiago; fue otorgado por Gonzalo Pérez de Torquemada y su mujer María de Armildez, corriendo la construcción a cargo de un caballero llamado fray Lorengo, el cual debería vivir en dicho hospital hasta su muerte. En el 1204 el rey otorgó la propiedad del hospital al Monasterio de Santa María la Real en Tórtoles de Esgueva (Actualmente alberga la Posada Rural Monasterio Tórtoles de Esgueva, una quesería artesanal y una residencia de la tercera edad), siendo primera abadesa, doña Urraca, hermana del fundador y que murió en 1208. Existe constancia que en el 1650 permanecía en funcionamiento tal y como acreditan documentos, que sitúan el nacimiento de un niño de un matrimonio de Lugo en dicho hospital.[cita requerida]

- Por el año 1518 el rey Carlos I de España realizaba un viaje con su séquito desde Valladolid a Aranda de Duero, el 23 de marzo paró en San Martín de Rubiales, donde permaneció durante la cena y posteriormente durmió, decidiendo pasar la Pascua alojado en la "Casona", emplazamiento actual de la antigua bodega embovedada totalmente en arquerías de medio punto. Todo ello como consecuencia de los rumores que corrían de que a Aranda de Duero había llegado la peste, enterados los vecinos de Aranda de Duero, se personaron en "Rubiales" para desmentirlo, por lo que el 29 después de comer reinició el viaje, llegando hasta Ventosilla donde hizo noche.

- En el Censo de Vecindarios de la Corona de Castilla realizado en 1591[3] se denominaba San Martín, pertenecía a la Tierra de Roa, incluida en la provincia de Burgos en 1594. La comunidad contaba con 1.569 vecinos pecheros, correspondiendo 563 a la capital.

- En 1813, los Escuadrones españoles del "cura Merino", mandados por Antón y por Ramón de Santillán, persiguen a los franceses, que escapan en dirección a Peñafiel. Pero Merino había enviado al Teniente Leiba con buen número de caballos a cruzar el Duero por el puente de San Martín de Rubiales, para que enfrentara a la Caballería francesa que buscaría cobijo en Peñafiel. El Escuadrón francés fue abatido y hechos prisioneros los supervivientes, entre ellos el Comandante del Escuadrón, Príncipe Cassano, ayudante de José I, que fue detenido por los soldados de la unidad que mandaba Santillán.

### SigloXIX
Así se describe a San Martín de Rubiales en la página 257 del tomo XI del Diccionario geográfico-estadístico-histórico de España y sus posesiones de Ultramar, obra impulsada por Pascual Madoz a mediados del siglo XIX:

MARTIN DE RUBIALES (SAN)

Villa con ayuntamiento en la provincia, audiencia territorial y capitanía general de Burgos (11 leguas), partido judicial de Roa (1/2) y diócesis de Osma (14).
Situada en una ladera, en una colina a la derecha del río Duero. Goza de buena ventilación y clima sano, siendo las enfermedades más comunes las intermitentes.
Tiene 210 casas de un solo piso y medianamente distribuidas en lo interior; un pósito con el fondo de 400 fanegas de trigo mediano, una escuela de primera educación concurrida por 80 niños y 50 niñas, cuyo maestro está dotado con 7 reales diarios; una pequeña plaza cuadrada con soportales; 2 fuentes públicas de agua potable y de mediana calidad, con otros tantos pilones, una dentro de la población y otra a la salida oriental; una iglesia parroquial (San Martín), servida por un cura párroco, un sacristán y un organista, cuyo curato es de segundo ascenso, una ermita (San Juan Bautista), y un cementerio, una y otro al E del pueblo.
Confina el término N Mambrilla; E Cueva; S Nava, y O Bocos y Valdearcos.
El terreno en general es secano de buena y mediana calidad. Cruza por él el río Duero, sobre el cual hay un puente de piedra de 6 arcos y 25 varas de elevación.
Caminos: pasa por dicho puente el que dirige a Valladolid, Soria y Aragón; todos los demás son comunales, y se hallan en mal estado.
Producciones: trigo morcajo, cebada, avena, cáñamo, vino, algunas legumbres y patatas; cría ganado.
Industria: la agrícola y 2 molinos harineros.
Población: 238 vecinos, 954 almas.

Capital productivo: 4.715.500 reales. Imponible: 363.468. Contribución: 37.789 reales 6 maravedíes. El presupuesto municipal asciende a 11.000 reales y se cubre con los productos de propios.

## Demografía

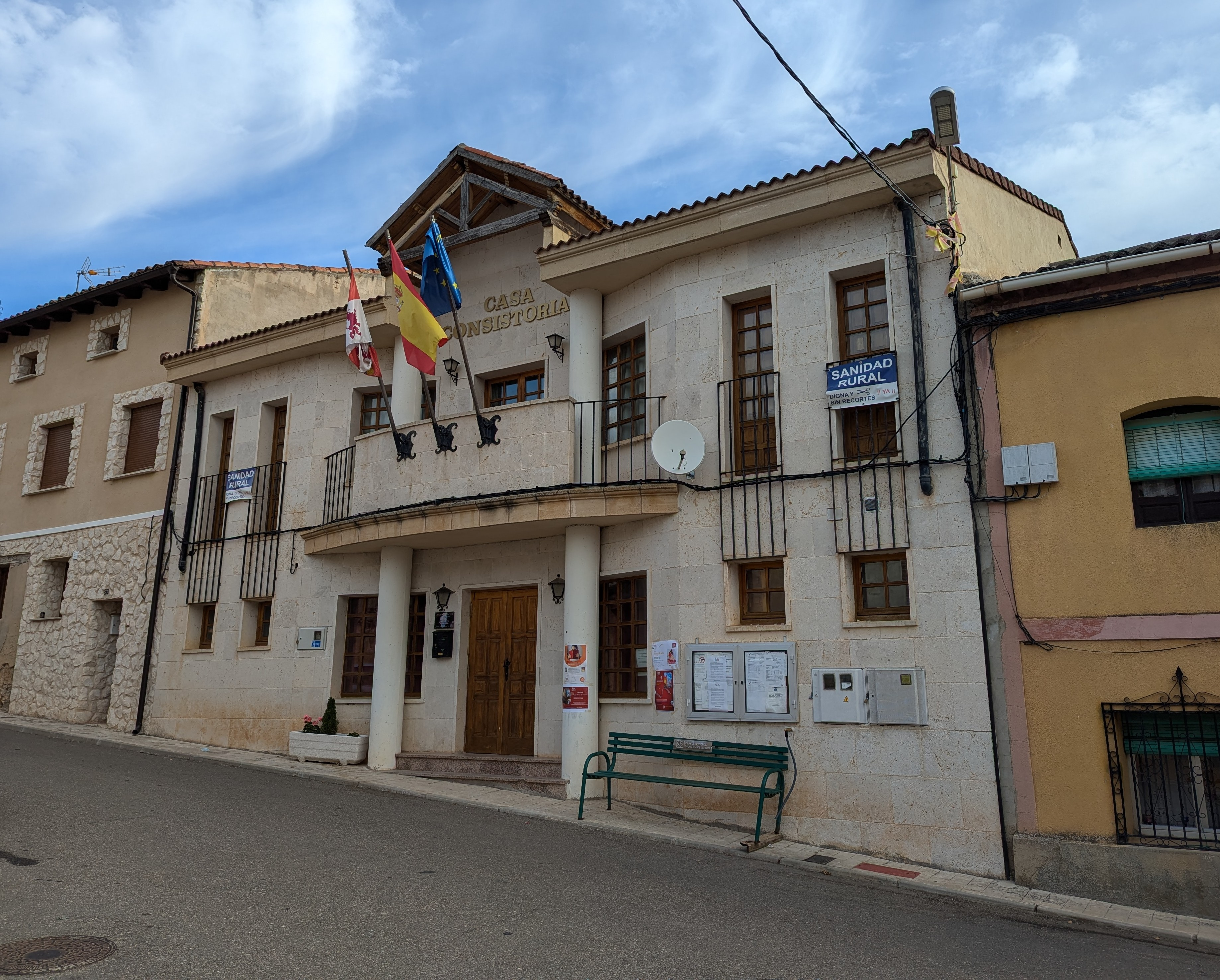
Casa consistorial

San Martín de Rubiales cuenta con una población de 139 habitantes (INE 2024).
| Gráfica de evolución demográfica de San Martín de Rubiales entre 1842 y 2021                                          |
| |
| Población de derecho según los censos de población del INE. Población de hecho según los censos de población del INE. |

## Economía

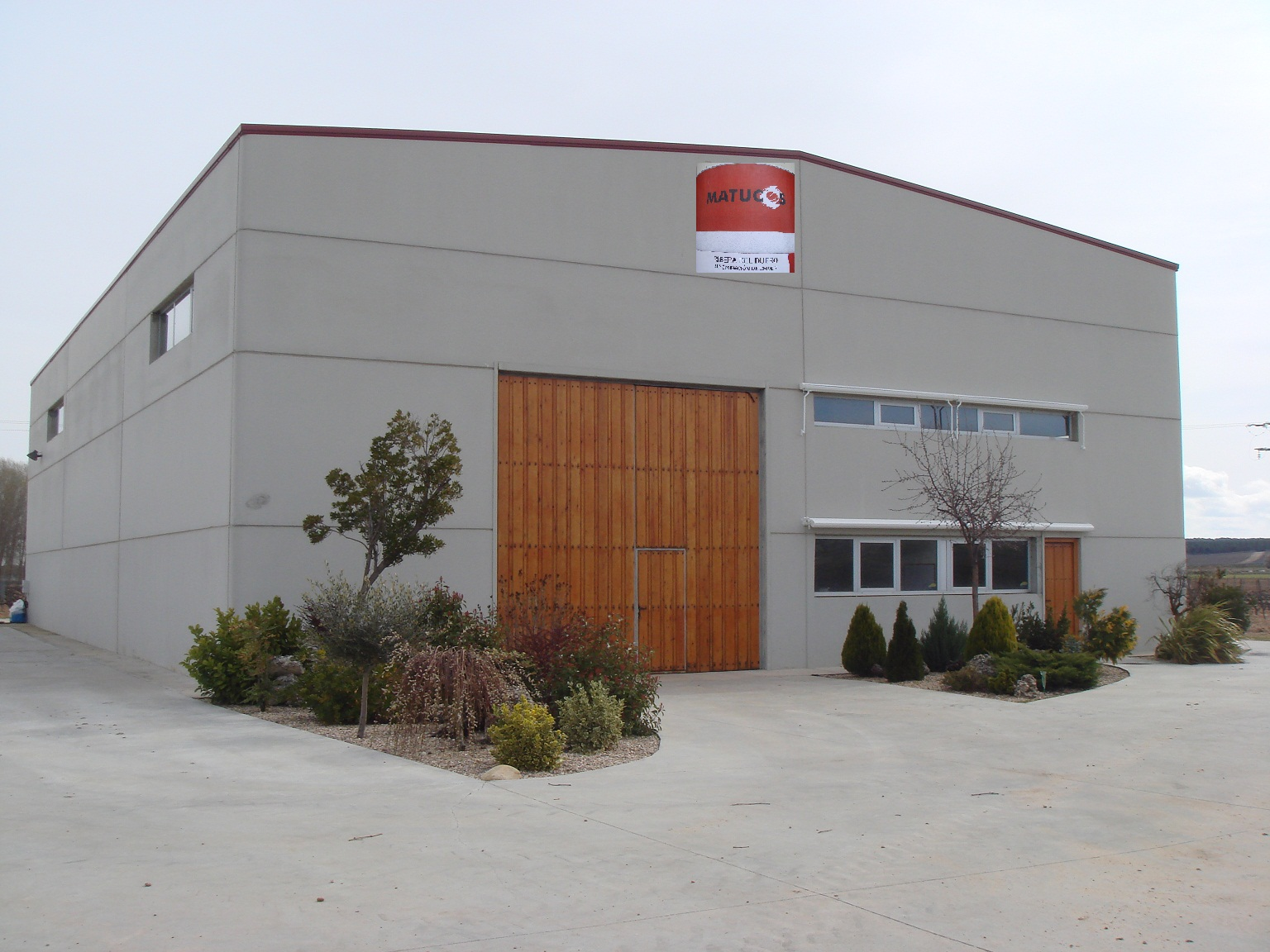
Matucos

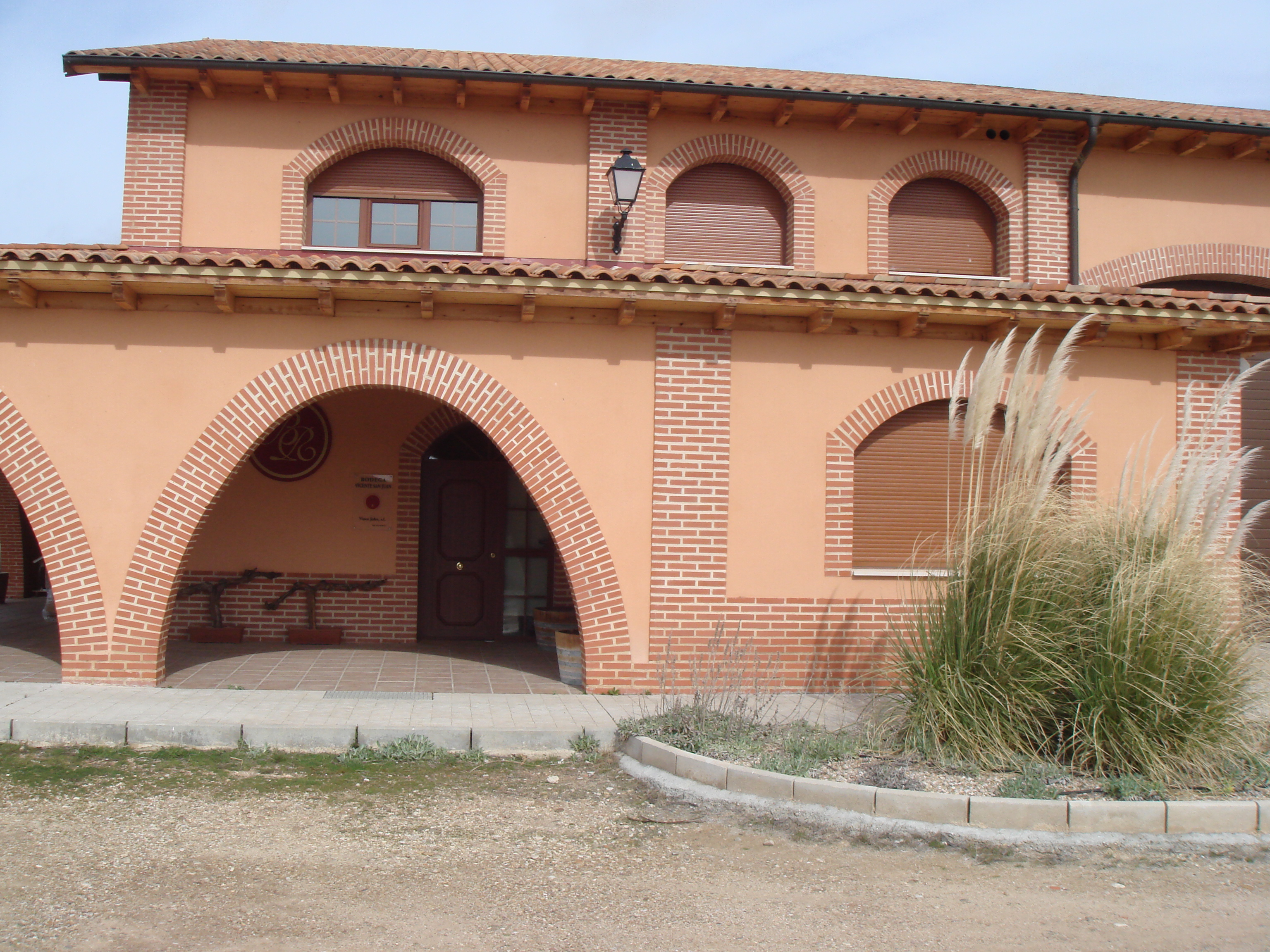
Vince John

Agricultura, ganadería e industrias vinícolas bajo la Denominación de Origen Ribera del Duero.
- Existen dos bodegas dentro del término de San Martín de Rubiales.

## Cultura

### Patrimonio
Talla de la virgen Dolorosa

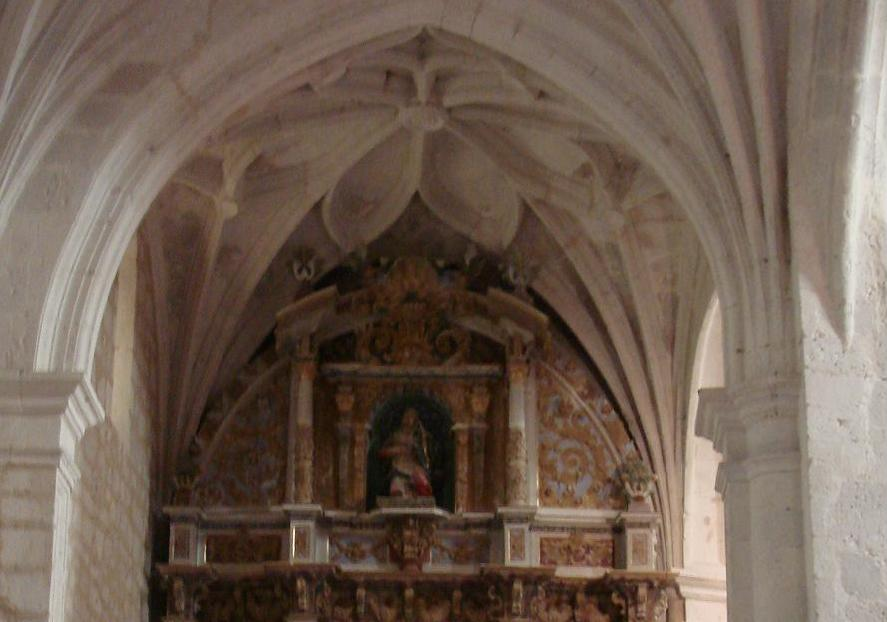
Talla de la virgen Dolorosa, del

Situada en el retablo del Cristo incorporado a la iglesia en torno al 1758 en la segunda ala de la iglesia. Esta talla es de la afamada escuela de Imaginería Riosecana de los Sierra (Medina de Rioseco).
Iglesia

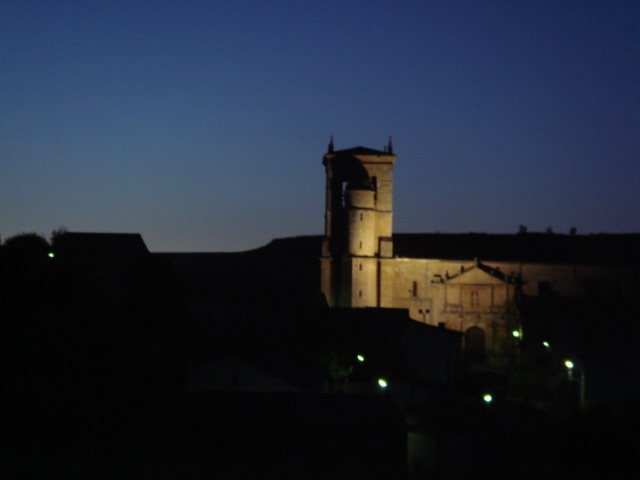
Vista nocturna de la iglesia

Situada en la parte más elevada de San Martín de Rubiales, su construcción está basada en la arquitectura de catedral, es decir un ala central con el retablo principal y otras dos alas a cada lado, por motivos de espacio, dada la proximidad con las casas colindantes en su lado derecho, se suprime una de las alas, quedando únicamente la central y la lateral izquierda.
Bodegas

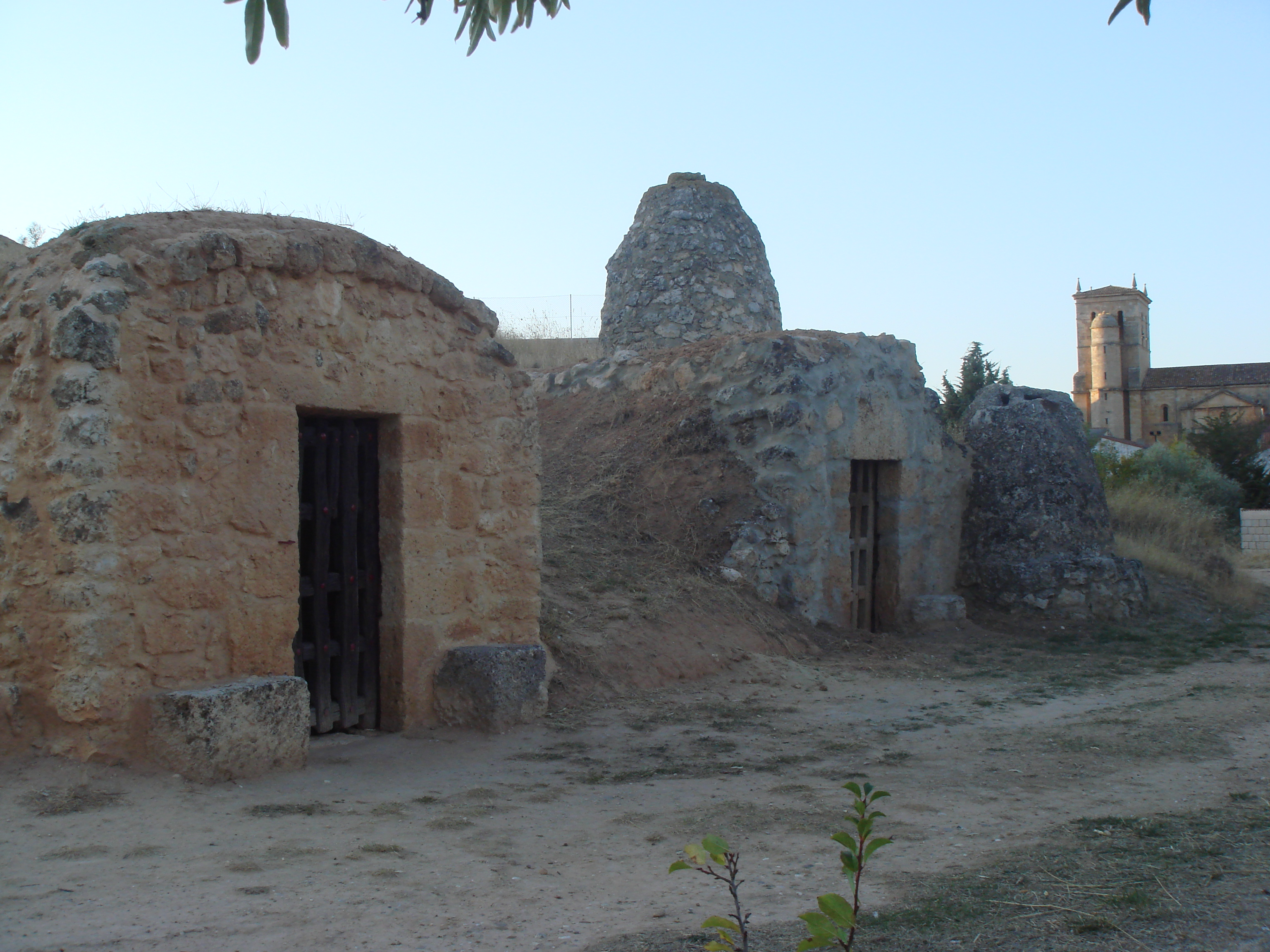
Típicas bodegas

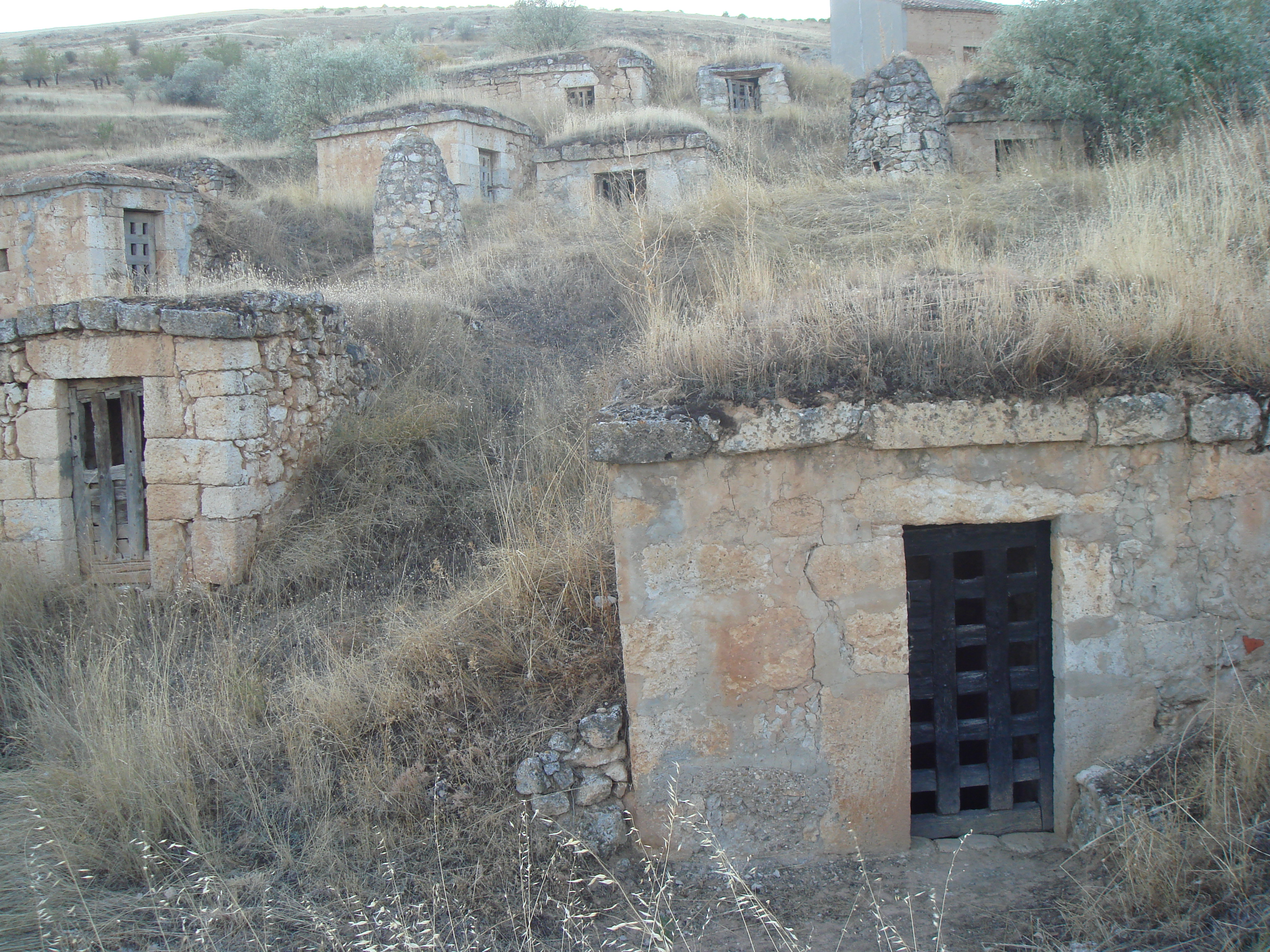
Ubicación bodegas

La propiedad de las bodegas es o bien familiar, o por acuerdo de varios vecinos, quienes poseen apartados o recintos individuales dentro de la bodega.
La construcción de las bodegas se iba realizando en tiempos muertos cuando las responsabilidades del trabajo del campo no se podían realizar, bien por la estación o por las inclemencias del tiempo, todo de forma manual a base de pico y eliminando la tierra sobrante a mano, o con ayuda del ganado.
En numerosas de ellas se construyeron en su interior barriles para la elaboración del vino, siendo numerosas las que en su interior los conservan hoy en día.
Muchas de ellas reformaron sus fachadas con las piedras de la antigua iglesia de Santa María, que estaba ubicada junto al cementerio actual. Era tradición llevar los animales para el día de San Antón, hasta que se produjo su hundimiento. El frontón situado en la parte alta del pueblo, también fue construido con piedras de la misma procedencia. 
Ermita de San Juan

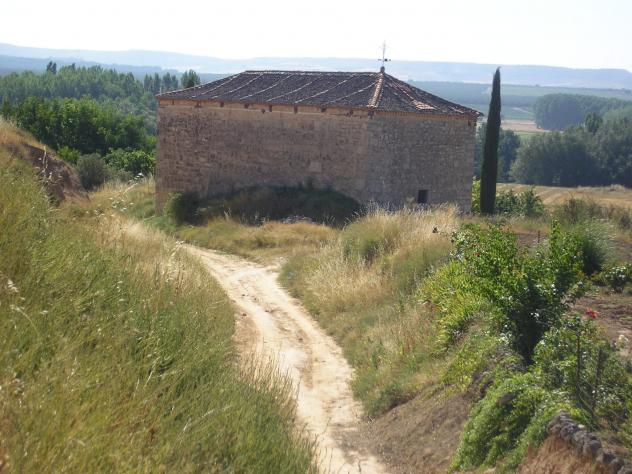
Ermita

Parece ser que fue edificada en el año 1708, de trazos sencillos, sin apenas decoración, dedicada a san Juan Bautista como da fe su talla barroca.
Su retablo de piedra presenta la imagen de la Virgen de Fátima (comprada al sacerdote de Mambrilla de Castrejón Don Benito y la imagen de San Antonio de Padua junto con un Cristo en su centro.

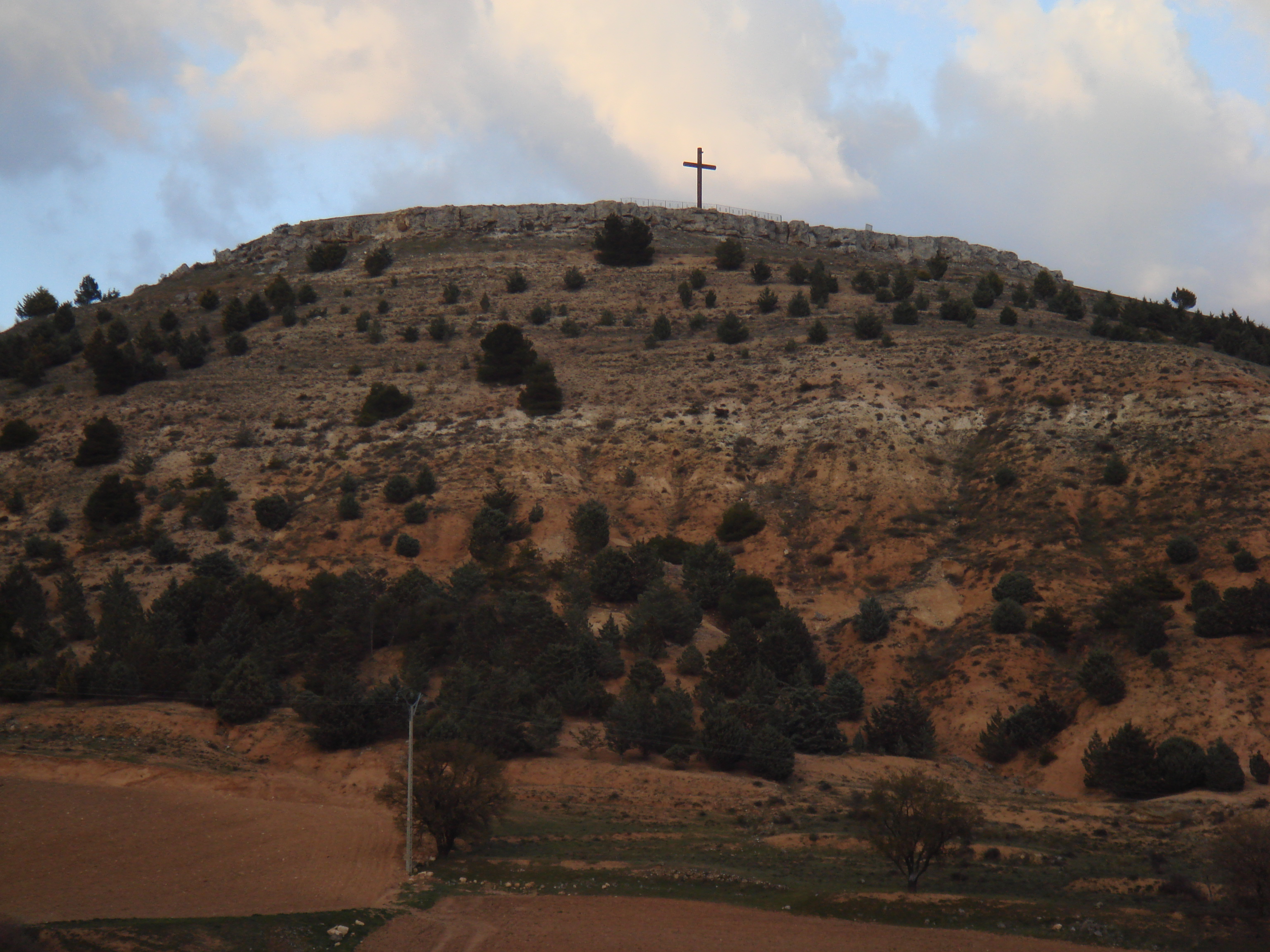
Socastillo
Es un alto en los márgenes de San Martín de Rubiales, desde donde se divisa la ribera del Duero y numerosos pueblos de la comarca (Roa, Nava de Roa, Hoyales de Roa, Haza, etc.).
Fue el soporte de la fortaleza que sufrió el asedio del hijo de Almanzor en 1007, las crónicas de la batalla están expuestas en su altiplanicie, donde en el 2007 fue reproducida una parte de la muralla que defendía tan importante enclave como celebración del mileniario de dicha batalla.
Presenta una laguna artificial de reciente creación para abastecer a los campos de su entorno de regadío.
Puente medieval sobre el Duero

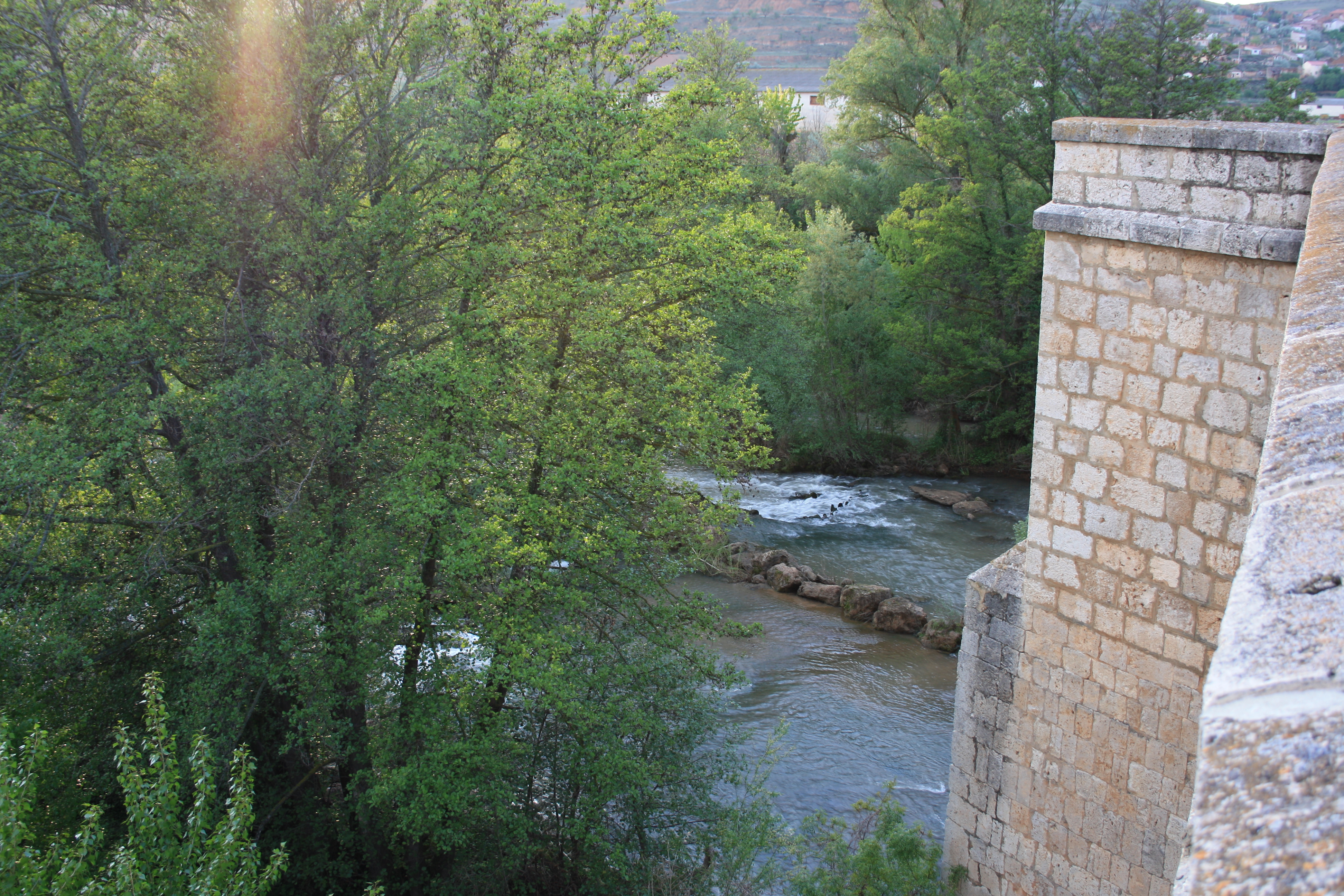
Puente medieval

Este puente ha tenido una gran importancia estratégica a lo largo de los tiempos, ya que era punto de paso para el cruce del Duero, tal y como se puede observar en el apartado de Historia de esta misma página.
Puente de gran tráfico también como consecuencia de la fábrica de harina y sémola "La flor de San Juan" que existía en el margen de San Martín de Rubiales, donde numerosos pueblos de la zona transportaban sus cosechas de trigo para su conversión en sémola o harina.
Ha tenido numerosas obras, en 1664 a la vez que el de Roa, de 1731 a 1738, en 1775 como consecuencia de una riada, hasta su última en 1912 donde fue rectificado su centro en la zona de paso, eliminando la forma alomada, convirtiendo su calzada, en el rasante horizontal actual.

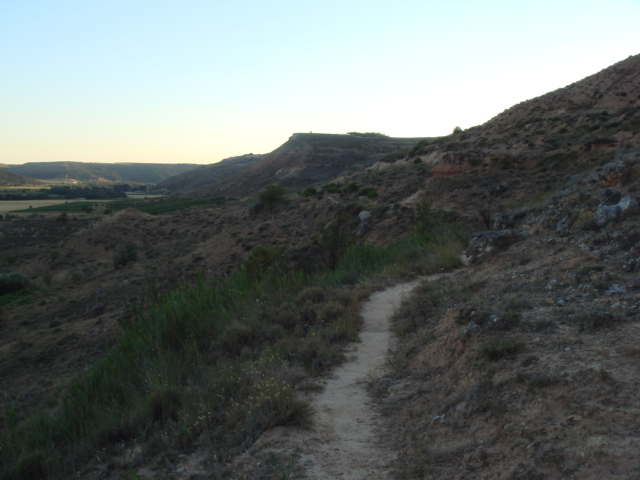
Las Sendas
Camino rural, que partiendo desde el frontón de San Martín de Rubiales, llega hasta Bocos de Duero, ya en la provincia de Valladolid, es el entorno habitual de los paseos realizados por los Sanmartinenses, así como de obligada enseñanza a todos los visitantes. Un paseo apacible por estas laderas donde se puede disfrutar de paradisíacos paisajes con la vega del río Duero a la vista y distantes montañas, ya pertenecientes a la provincia de Segovia y Valladolid. La naturaleza y el sosiego al servicio del ser humano.

### Fiestas
- Finales de abril - Principios de mayo (Subida del Mayo y Planta de árboles)
- 8 de septiembre (Virgen de la Natividad)
- 11 de noviembre (San Martín)

### Gastronomía
- Vino con la D.O. Ribera del Duero.
- Cordero asado (Lechazo de Castilla y León) y Chuletillas a la brasa (Chuletas asadas con palos de sarmiento).
- Oreja de cerdo rebozada con miel.
- Dulces tradicionales (Alfajores y bolillas)